# Carl Værnet
Carl Peter Værnet, døbt Carl Peter Jensen (født 28. april 1893 i Løjenkjær, Astrup Sogn, død 25. november 1965 i Buenos Aires, Argentina) var en dansk læge som arbejdede for SS i koncentrationslejren Buchenwald.

## Tidlige år
Carl Værnet var søn af gårdejer Peder Jensen og hustru Karoline Marie Kirstine Jensen i Løjenkjær, født den 28. april og døbt Carl Peter Jensen den 11. juni 1893 i Astrup Sogn i Århus Amt. Han voksede op på Engbjerggård med sine fire brødre, som alle blev landmænd.
Han bestod i 1914 lærereksamen fra Hjørring Seminarium, men brugte aldrig uddannelsen til noget. Han rejste til København, hvor han i 1915 tog studentereksamen på privat kursus og derefter lod sig indskrive på det medicinske fakultet på Københavns Universitet, hvorfra han dimitterede som lægevidenskabelig kandidat i juni 1923. Han indgik sit første ægteskab med Edith Frida Hammershøj ved en vielse i Solbjerg Kirke på Frederiksberg den 22. august 1920, og tog i december 1921 taget sammen med hustruen navneforandring til Værnet, bl.a. fordi dr. Jensen ville lyde for almindeligt. Under studierne, hvor han bl.a. boede Fredericiagade 92, Sølvgade 104, Øster Voldgade 8 og Howitzvej 11, fik han forbindelse med en medstuderende Frits Clausen, der senere blev formand for Danmarks Nationalsocialistiske Arbejderparti. Ægteparret fik en søn, Kjeld Per den 21. november 1920, en datter, Aase Hilde den 24. september 1922 og en søn, Torben den 3. april 1926.

## Lægepraksis i København
Værnet nedsatte sig i november 1924 som praktiserende læge på Søborg Hovedgade i Søborg, hvor han virkede til april 1932. Han blev i den mellemliggende periode skilt fra sin første ægtefælle.
Han fattede særlig interesse for ultrakortbølge- og kortbølgeterapi og foretog i 1932-1934 studierejser til Berlin, Giessen, Wien, Göttingen, Amsterdam og Paris. I sin virksomhed - fra 1936 i en stort anlagt klinik i en villa på Platanvej 22 på Frederiksberg, hvor han også havde bopæl samtidig med, at han havde bopæl i en villa på Søvej 41 i Søllerød - anvendte han disse terapier til behandling af en lang række vidt forskellige lidelser, dog stort set uden at have publiceret nogen form for lægevidenskabelig dokumentation for behandlingseffekten, og han blev med en støt stigende popularitet kendt som en af tidens modelæger for det bedre borgerskab.
Værnet indgik sit andet ægteskab ved en borgerlig vielse i Køge den 4. juli 1937 med den fraskilte Gurli Marie Pitzner, født Brandt. Parret havde sammen sønnen, Leif Carl, født den 2. april 1932 og tvillingerne, Helge og Lull, født den 9. april 1936.

## Besættelsestid i Danmark
Værnet havde ifølge eget udsagn aldrig betragtet sig selv om medlem af Danmarks Nationalsocialistiske Arbejderparti, men han støttede partiet økonomisk, blev ifølge sit navnekort i Centralkartoteket optaget i DNSAP den 10. december 1940 med medlemsnummer 38.104 og underskrev sig i breve med den danske nazi-hilsen ”Dansk Front”.
I 1941 berettede partiavisen ”Fædrelandet” i begejstrede vendinger, hvorledes Dr. Værnet var i færd med at vise ”Vejen til Helbredelse af Kræft” ved eksperimentel behandling med ultrakorte stråler af patienter i sin privatklinik, hvilket ikke havde påkaldt sig interesse i den danske lægestand, men som havde udløst en ”Ærefuld Indbydelse” fra den tyske Rigssundhedsfører til at komme til Tyskland for der at præsentere sine resultater gennem foredrag og forelæsninger, og som i kølvandet herpå ”… med eet Slag har fået den tyske Kræftforskning til at stille alt sit Menneskemateriale og alle sine egnede Redskaber til Dr. Værnets Raadighed.”
Han blev leder af partiets 41. afdeling (14. distrikt) i Holte, hvor han optrådte som politisk taler. Ifølge partiavisen ”Fædrelandet” talte han ved et af de månedlige møder i afdelingen i oktober 1941 i Holte om Frits Clausen og Danmarks fremtid, hvor ”Dr. Værnet” ifølge avisreferatet ”… tegnede i omhyggeligt udvalgte Ord et stærkt og gribende Billede af Frits Clausen som Menneske, Politiker og Fører, som Modets, Handlingens og Ideologiens Mand, en nøgtern Dokumentation af, at kun Frits Clausen kan føre Danmark frem til den Fremtid, som den sande uforfalskede danske Folkekarakter berettiger til.” Han fratrådte sin post som afdelingsleder i 1942. Ifølge partiavisen skete det ved et møde i Holte den 17. marts 1942, hvor syssellederen for Storkøbenhavn Henry V. Andersen i overværelse af et stort antal medlemmer takkede for det store arbejde, Dr. Værnet havde lagt i afdelingen, og oplyste, at årsagen til hans fratræden var, at han ”… af Partiføreren har faaet overdraget en speciel Opgave, der vil kræve hele hans Tid.”
I 1943 var han en central figur ved stiftelsen af aktieselskabet ”Europa-Kabel”, der havde til formål som presseorgan at udgive en dansk udgave af det nazistiske økonomiske ugeskrift af samme navn, og som blev støttet og delvis finansieret af besættelsesmagten. Han indskød 40.000 kr. i form af aktier i selskabet, hvilket var en betydelig del af selskabskapitalen, og indtrådte i bestyrelsen, som også talte nazisterne Aage Jørgensen og Aage Petersen.

## Eksperimentel behandling mod homoseksualitet i Nazityskland
Værnet eksperimenterede med at kurere homoseksuelle mænd med indsprøjtninger af syntetiske hormoner.
For nazisterne var homoseksualitet en trussel mod den ariske race og ansås for en sygdom. SS tilbød ham i 1943 at oprette et laboratorium, hvor hans eksperimenter kunne udføres. I februar 1944 ankom han med familie til Prag, hvor laboratoriet oprettedes, og han fik titel af SS-Sturmbannfuhrer. Hans arbejde var under opsyn af Gestapos chef Heinrich Himmler, der modtog Værnets forskningsresultater.
Værnets forsøg krævede testpersoner, og SS stiller fanger fra kz-lejre til rådighed. Værnet udførte operationer på mindst 15 mænd for at kurere dem med hormoner. To af fangerne døde.
I februar 1945 afleverede Værnet i Himmlers hovedkvarter i Berlin en afsluttende rapport om sin hormonbehandling med følgende indledning: I dybeste beundring og ubrydelig troskab tilegnet rigsføreren for SS, Heinrich Himmler, legemliggørelsen af og garanten for den nationalsocialistiske, nordisk-germanske livsopfattelse - i taknemmelighed for initiativrig forståelse for formålet med og nødvendigheden af dette arbejde, for vedvarende interesse og storsindet assistance til dets gennemførelse og med ønsket om, at denne interesse og denne handlekraftige støtte vil vare ved, indtil arbejdet kan virkeliggøres til gavn for hele det tyske folk.

## Retsopgør
Efter at have afsluttet forskningen tog Værnet i marts eller april 1945 med familien hjem til Danmark og bosatte sig hos sin bror på Krogstrupgaard ved Odder.
Da 2. verdenskrig var slut, blev Værnet anholdt i Odder, ført til København og sigtet for krigsforbrydelser. Værnet erklærede sig uskyldig og mente kun han har fungeret som læge. Den 12. november 1945 fik Værnet et hjertetilfælde, han overførtes til et sygehus, hvor to læger vurderede, at Værnet er for syg til en retssag. De anbefalede, at han skulle løslades. Der er senere rejst tvivl om Værnets sygdom, da han kendte den ene læge. Værnet blev udskrevet i februar 1946, og retssagen lægges på hylden. Men han var rask nok til at arbejde meget med sine forskningsresultater, patenter og kontrakter.
Under retssagen var Værnets pas inddraget, men han fik det for at få en behandling i Stockholm.

## Flugt til og eksil i Argentina
Under indtryk af, at Værnets anfald med hjertekrampe angiveligt efterhånden tog til, bad én af Værnets tidligere ansatte læger statsadvokaten om tilladelse til, at Værnet kunne få behandling på et sygehus i Stockholm, som havde opsigtsvækkende resultater med vitaminbehandling af alvorlige hjertelidelser. Selv om anklagemyndigheden på det tidspunkt forberedte en tiltalerejsning mod Værnet for landsforræderi, gav man i begyndelsen af september måned 1946 sin tilladelse til denne behandling, men i slutningen af november fik politiet oplysning om, at Værnet planlagde at rejse til Sydamerika, og da politiet forhørte sig om Værnets tilstand på sygehuset i Stockholm, var svaret, at man ikke kendte noget til den danske patient. Det tog nogen tid, før de danske myndigheder herefter fik bedt svensk politi om at anholde Værnet og sende ham tilbage til Danmark, men Værnet var allerede i december måned flygtet fra Sverige til Brasilien og derfra videre til Argentina, hvor han ankom den 17. marts 1947. Han blev argentinsk statsborger under navnet Carlos Pedro Varnet, overbeviste de argentinske myndigheder om fremtidsmulighederne ved den kunstige kirtel og blev i august 1947 ansat i det argentinske sundhedsministerium i Buenos Aires. Ministeriet mistede dog efterhånden interessen for den kunstige kirtel og hans ansættelse i ministeriet ophørte i 1949. Værnet åbnede i stedet en lægepraksis, men blev i 1955 sat en del tilbage, da han blev påkørt af en bil, fik voldsomme skader og sad i rullestol i halvandet år. Værnet ønskede at vende tilbage til Danmark, men fik både i 1959 og i 1965 afslag på anmodninger til de danske justitsmyndighederne om, at hans sag måtte blive frafaldet. Han forberedte alligevel at vende tilbage til Danmark, men blev kort før sin afrejse hospitalsindlagt med smerter og høj feber og afgik den 25. november 1965 ved døden efter to ugers indlæggelse.

## Senere omtale
Carl Værnet optræder som bifigur i den skotske kriminalforfatter Philip Kerrs Berlin noir-serie i "En stille ild".
Der er lavet en dansk dokumentarfilm om ham med navnet Carl Peter Værnet fra 2002, instrueret af Ib Makwarth, og en argentinsk fra 2014 med den danske titel Den lyserøde trekant – og nazikuren mod homoseksualitet, instrueret af Nacho Steinberg og Esteban Jasper.